# Mohammed Abdellaoue
Mohammed Abdellaoue (en árabe: محمد عبد اللاوي; Oslo, Noruega, 23 de octubre de 1985) es un exfutbolista noruego, de ascendencia marroquí, que jugaba como delantero. 
Es hermano del también futbolista Mustafa Abdellaoue.

## Trayectoria
Fue subido a la primera plantilla del Skeid Fotball en 2003. Allí permaneció hasta ser traspasado al Vålerenga Fotball, club donde ganaría la Copa de Noruega de 2008 siendo una pieza clave, anotando seis goles en el transcurso del torneo. Gracias a sus buenas actuaciones,[cita requerida] fue convocado en 2008 para el debut absoluto con la selección noruega.

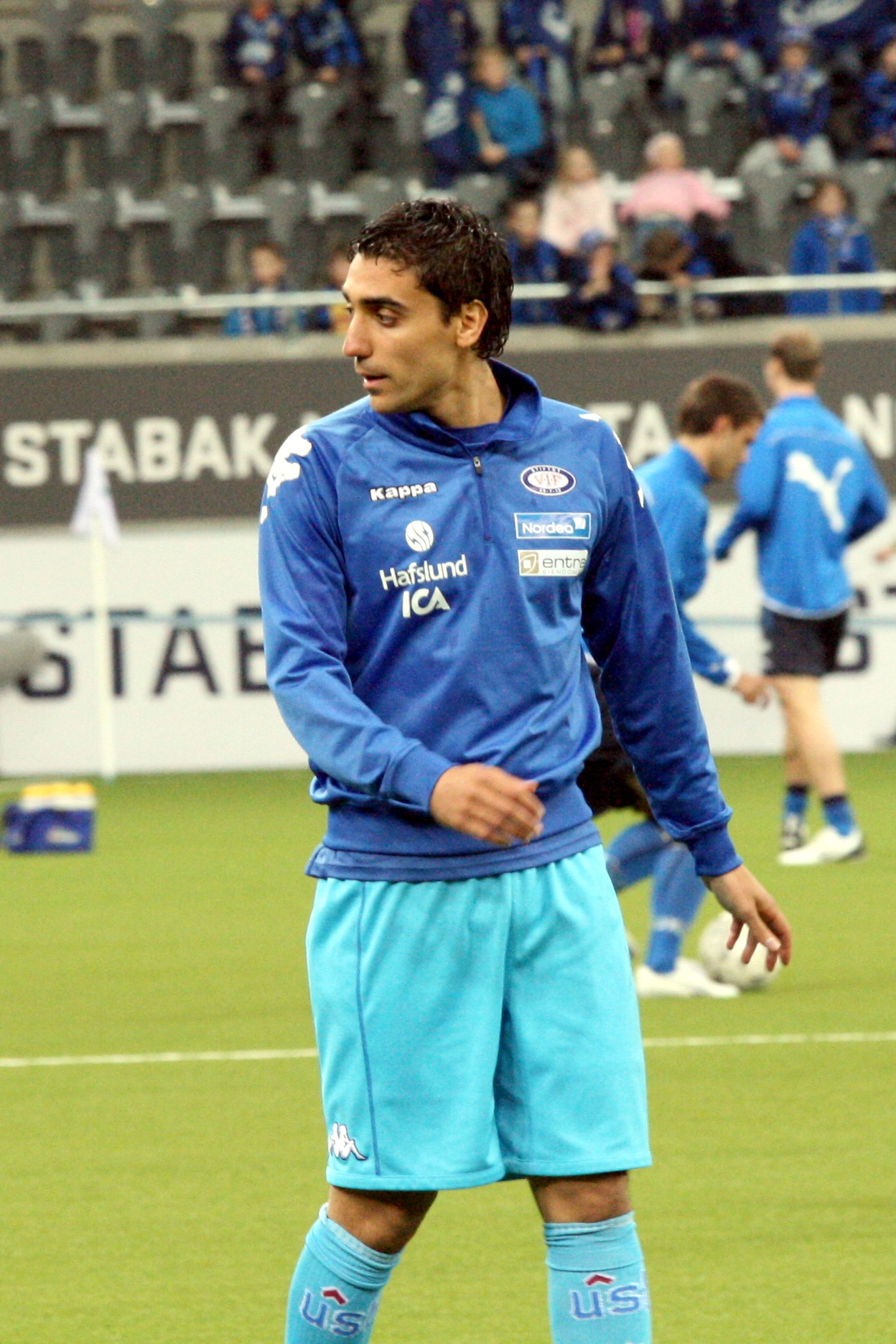
Con el Vålerenga Fotball en 2009.

Tras su estadía en los clubes oslenses, fue transferido en 2010 a Alemania para jugar con el Hannover 96. A finales de su estadía tendría problemas con las lesiones, pero no le impediría cerrar una muy buena etapa con 103 partidos y 35 goles.
Más tarde, en julio de 2013, llega al VfB Stuttgart. El no tener mucho rodaje, combinado con una sequía de goles, hicieron que sea enviado a jugar con la equipo de reserva, el VfB Stuttgart II.
Retornó en 2015 al Vålerenga Fotball, donde se retiró en 2017 debido a problemas en la rodilla.

## Selección nacional
Disputó partidos con las selecciones inferiores de Noruega: seis con la sub-18, y uno con la sub-19 y sub-21. Fue internacional con la selección absoluta de 2008 a 2016, jugando 33 partidos y anotando siete goles.

## Clubes
| Club              | País     | Año       |
| ----------------- | -------- | --------- |
| Skeid Fotball     | Noruega  | 2003-2007 |
| Vålerenga Fotball | Noruega  | 2008-2010 |
| Hannover 96       | Alemania | 2010-2013 |
| VfB Stuttgart     | Alemania | 2013-2015 |
| Vålerenga Fotball | Noruega  | 2015-2017 |

## Palmarés

### Títulos nacionales
| Título          | Club              | País    | Año  |
| --------------- | ----------------- | ------- | ---- |
| Copa de Noruega | Vålerenga Fotball | Noruega | 2008 |